# George Dunlop Leslie

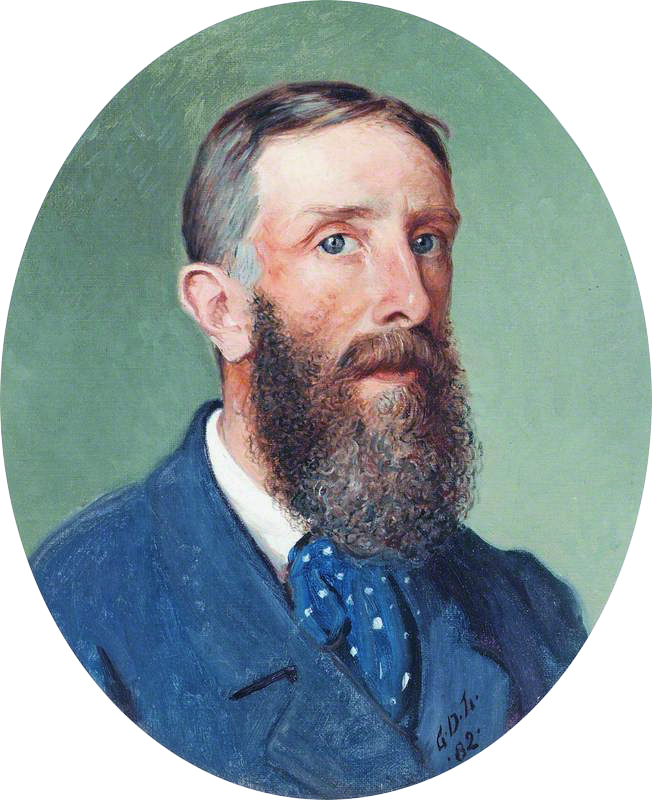
Selbstbildnis (1882)

George Dunlop Leslie (* 2. Juli 1835 in London; † 21. Februar 1921 in Lindfield (Sussex)) war ein englischer Maler und Illustrator.

## Leben und Werk
Leslie, Sohn des Malers Charles Robert Leslie, war anfangs Schüler seines Vaters. Er studierte Kunst zunächst an Cary’s Art Academy und ab 1854 an der Royal Academy of Arts. 1857 stellte er an der Academy mit Erfolg sein erstes Bild Die Hoffnung aus, weitere Bilder folgten in den nächsten Jahren. 1876 wurde er ein Mitglied der Academy.
Leslie war verheiratet mit Lydia. Sie hatten eine Tochter Alice und einen Sohn Peter, der auch Maler wurde.
Seine frühen Arbeiten wie Matilda (1860) zeigten einen starken Einfluss der Präraffaeliten. Er entwickelte einen zunehmend eigenständigen Stil. Man gewinnt den Eindruck, dass er gerne das englische Familienleben und insbesondere Kinder in einer romantisch verklärten Form zeigen wollte.
Bezeichnend für seine Bilder ist die Verbindung der Landschaft mit den Figuren, die ein tiefes Gefühl und große Anmut zeigen und in den Farben oft weich und verschwommen sind.
Leslie war auch als Schriftsteller aktiv, er hat mehrere Bücher veröffentlicht: „Our river“ (1888), „Letters to Marco“ (1893) und „Riverside letters“ (1896). Die Bücher waren von ihm illustriert und die Geschichten beruhten auf persönlichen Beobachtungen und Erfahrungen. 
Leslie lebte zunächst in dem damals bei Künstlern beliebten Londoner Stadtteil St John’s Wood. Von 1884 bis 1901 wohnte er in Wallingford in Oxfordshire. Dort lebte auch seine Schwester Mary Leslie, die ebenfalls eine Künstlerin war. 1906 zog er nach Lindfield in Sussex, wo er 1921 starb.

## Galerie

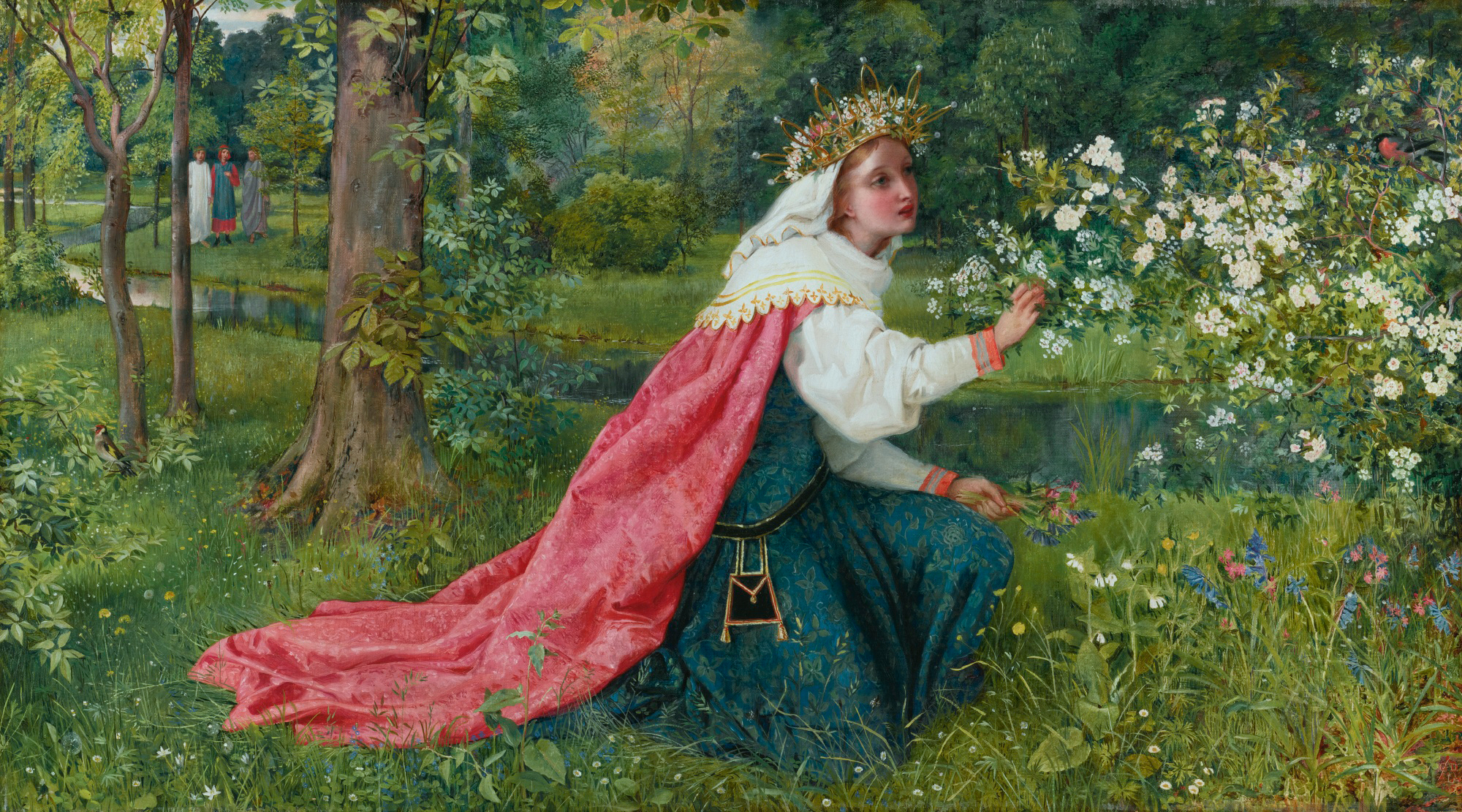
Matilda
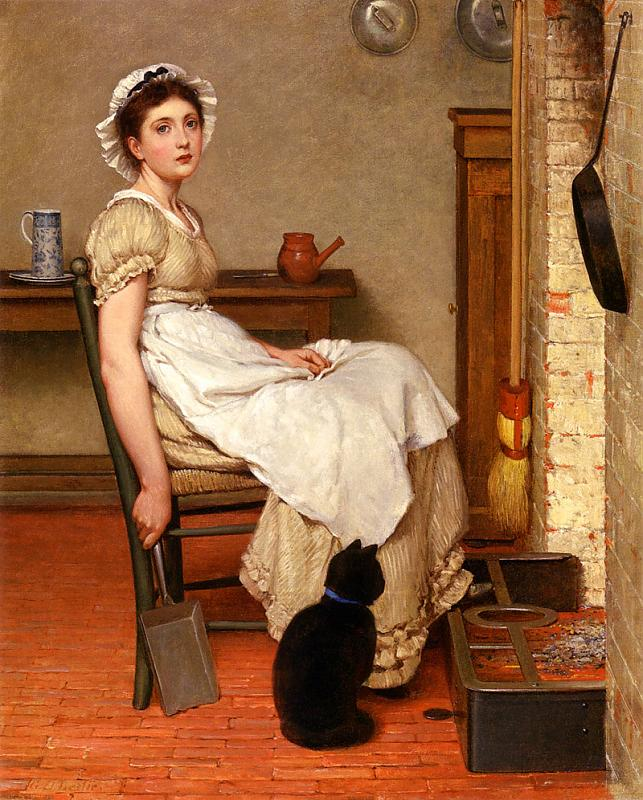
Her first place
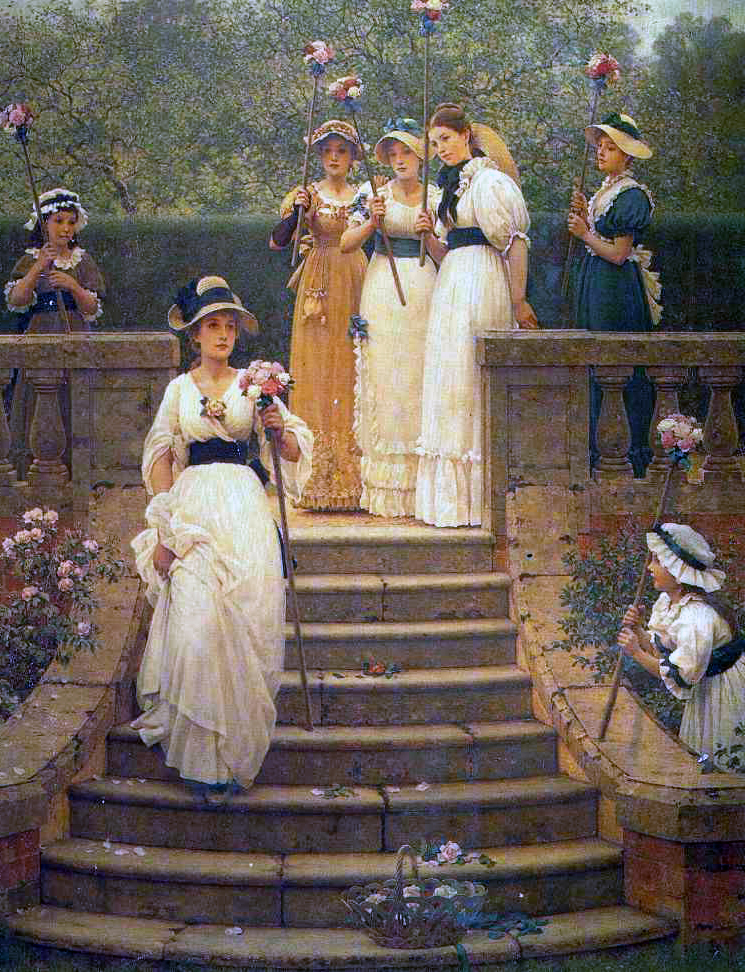
The Rose Queen
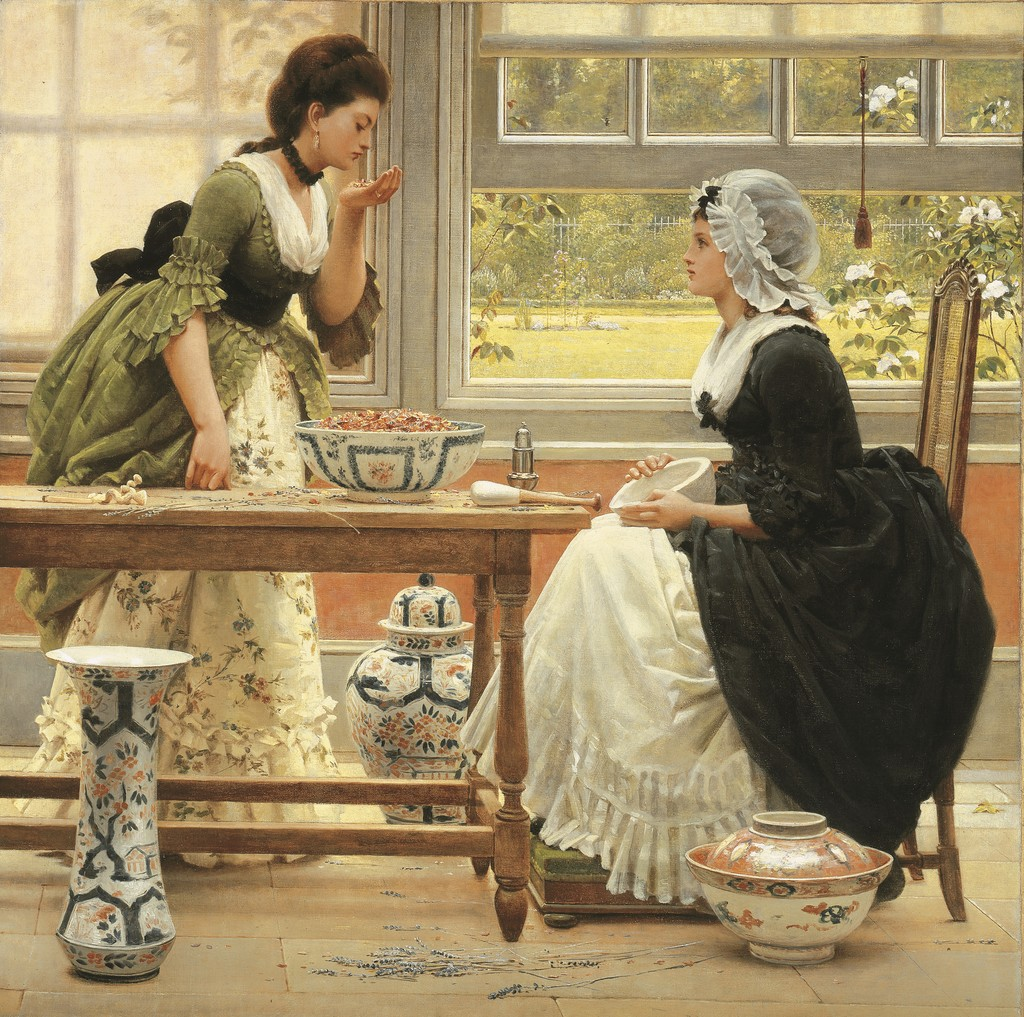
Pot Pourri
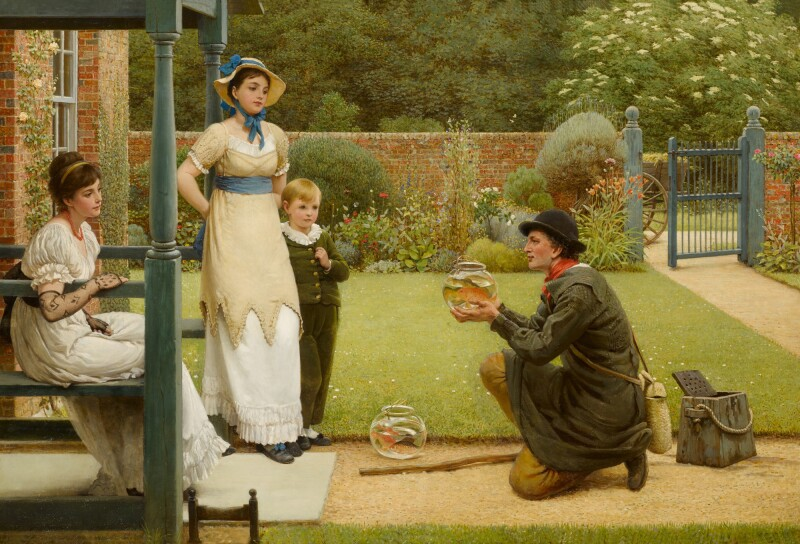
The Goldfish Seller